# Goephanes interruptus
Goephanes interruptus là một loài bọ cánh cứng trong họ Cerambycidae.